# Rio Pardo (vattendrag i Brasilien, Amazonas, lat -6,05, long -72,47)
Rio Pardo är ett vattendrag i Brasilien.   Det ligger i delstaten Amazonas, i den västra delen av landet, 2 900 km väster om huvudstaden Brasília.
I omgivningarna runt Rio Pardo växer i huvudsak städsegrön lövskog. Trakten runt Rio Pardo är nära nog obefolkad, med mindre än två invånare per kvadratkilometer.